# Стеліос Халкіас
Стеліос Халкіас (грец. Στέλιος Χαλκιάς; 11 квітня 1980, Салоніки) — грецький шахіст, гросмейстер від 2002 року.

## Шахова кар'єра
Від 1992 до 2000 року неодноразово грав за збірну своєї країни на чемпіонатах світу i Європи серед юнаків, найкращі результати показав показав у таких роках: 1992 (Рімавска Собота, чемпіонат Європи до 12 років, поділив 2-ге місце разом з Хрвоє Стевічем, позаду Петера Ача), 1997 (Таллінн, чемпіонат Європи до 18 років, поділив 1-5-те місця), Єреван (1997, чемпіонат світу до 18 років, поділив 2-ге місце разом з Олексієм Ілюшиним, позаду Русланом Пономарьовим), 1999 (Патри, чемпіонат Європи до 20-ти років, 3-тє місце після Денніса де Врегта i Олексія Ільюшина).
Від 1999 року неодноразово виступав у фіналах чемпіонатів Греції в особистому заліку, здобувши такі нагороди: 1999 (бронзова), 2000 (поділив 2-3-тє місце), 2001 i 2002 (срібна), а також 2003 i 2004 (в обох випадках поділив 1-3-тє місця). 1999 року переміг на турнірі серед юніорів до 20-ти років у Генгело, 2000 року поділив 1-ше місце (разом з Олександром Береловичем) у Танті. 2001 року святкував перемогу в Антальї й Патрах, а також поділив 1-ше місце (разом із, зокрема, Леонідом Юдасіним, Сергієм Шиповим i Володимиром Бакланом) в Ано-Ліосії. 2002 року переміг у Панчево. У 2006 році поділив 1-ше місце (разом з Дмитром Свєтушкіним i Юрієм Дроздовським) у Кавалі, а також досягнув великого успіху, перемігши (разом з Олександром Шабаловим) в Бад-Вісзе. 2007 року поділив 1-ше місце (разом з Сіпке Ернстом, Давидом Лобжанідзе, Дімітріосом Мастровасілісом i Ахмедом Адлі) в Гронінгені. 2008 року поділив 1-ше місце на щорічних турнірах за швейцарською системою, які відбулися в Кавалі (разом з Олександром Графом) і Палеохорі (разом із, зокрема, Євгеном Постним, Мірче-Еміліаном Парліграсом, Альберто Давідом i Юрієм Криворучко), переміг також (разом з Ніколою Седлаком) на меморіалі Борислава Костіча у Вршаці.
Неодноразово представляв Грецію на командних змаганнях, зокрема:
- сім разів на шахових олімпіадах (2000, 2002, 2004, 2006, 2008, 2010, 2012)[2],
- на командному чемпіонаті світу (2010)[3],
- сім разів на командних чемпіонатах Європи (2001, 2003, 2005, 2007, 2009, 2011, 2013)[4].

Найвищий рейтинг Ело дотепер мав станом на 1 травня 2011 року, досягнувши 2602 пунктів, посідав тоді 1-ше місце серед грецьких шахістів.

## Зміни рейтингу
| На цьому місці має відображатися графік чи діаграма, однак з технічних причин його відображення наразі вимкнено. Будь ласка, не видаляйте код, який викликає це повідомлення. Розробники вже працюють для того, щоби відновити штатне функціонування цього графіка або діаграми. | |
| | На цьому місці має відображатися графік чи діаграма, однак з технічних причин його відображення наразі вимкнено. Будь ласка, не видаляйте код, який викликає це повідомлення. Розробники вже працюють для того, щоби відновити штатне функціонування цього графіка або діаграми. |